# Bujanovská dubina
Bujanovská dubina je národní přírodní rezervace v oblasti Prešov.
Nachází se v katastrálním území obce Malá Lodina v okrese Košice-okolí v Košickém kraji. Území bylo vyhlášeno či novelizováno v roce 1966 na rozloze 88,17 ha. Ochranné pásmo nebylo stanoveno.